# شاغاب (أرارات)
مدينة شاغاب (بالأرمينية:Շաղափ) (بالإنجليزية: Shaghap)‏ هي إحدى المدن التابعة لمقاطعة أرارات في أرمينيا. يقدر عدد سكانها بـ 1023 نسمة حسب الإحصاء الذي جرى عام 2011.